# (35899) 1999 JC87
1999 JC87 (asteroide 35899) é um asteroide da cintura principal. Possui uma excentricidade de 0.00896420 e uma inclinação de 10.85154º.
Este asteroide foi descoberto no dia 12 de maio de 1999 por LINEAR em Socorro.